# Michael Beck
 Ikke at forveksle med Mikkel Beck.
John Michael Beck Taylor (født 4. februar 1949) er en amerikansk skuespiller bedre kendt som Michael Beck, han er bedst kendt fra rollen som Swan i The Warriors (Krigerne, 1979).

## Udvalgt filmografi
- The Warriors (1979)
- Xanadu (1980)
- Den hvide indianers hævn (1982)
- Pansertruck (1982)
- Megaforce (1982)
- Den gyldne sæl (1983)
- Forest Warrior (1996)
- Jungle Book: Lost Treasure (1998)